# Улуй (приток Чёрной Холуницы)

Улуй — река в России, протекает в Белохолуницком районе Кировской области. Устье реки находится в 6,3 км по левому берегу реки Чёрная Холуница. Длина реки составляет 16 км.
Исток реки в лесу юго-восточнее деревни Высоково (Поломское сельское поселение) в 28 км к юго-востоку от города Нагорск и в 35 км к северо-востоку от города Белая Холуница. Река течёт на северо-восток по ненаселённому, заболоченному лесному массиву. Впадает в Чёрную Холуницу ниже села Троица (центр Троицкого сельского поселения).

## Данные водного реестра
По данным государственного водного реестра России относится к Камскому бассейновому округу, водохозяйственный участок реки — Вятка от истока до города Киров, без реки Чепца, речной подбассейн реки — Вятка. Речной бассейн реки — Кама.
По данным геоинформационной системы водохозяйственного районирования территории РФ, подготовленной Федеральным агентством водных ресурсов:
- Код водного объекта в государственном водном реестре — 10010300212111100030573
- Код по гидрологической изученности (ГИ) — 111103057
- Код бассейна — 10.01.03.002
- Номер тома по ГИ — 11
- Выпуск по ГИ — 1